# 切薩雷·普蘭德利
克劳迪奥·切薩雷·普蘭德利（義大利語：Claudio Cesare Prandelli；1957年8月19日—）是一位意大利的足球教練，曾執教意大利国家队。

## 生涯
普蘭德利在球員時代司職中場，效力過阿特蘭大，並曾加盟祖雲達斯六個球季。效力期間曾贏得三次意甲冠軍。球員生涯晚年他回到阿特蘭大，於1990年宣佈退役。
普蘭德利的教練生涯始於亞特蘭大青年隊。普蘭德利有升級專家之稱，曾帶領維羅納、威尼斯等弱隊殺入意甲。2004年，普蘭德利擔任羅馬隊主教練一職，赛季刚开始，妻子被发现罹患乳腺癌，普蘭德利旋即辭職全力陪护妻子治病。2005年，他出任費倫天拿主教練，立刻率領費倫天拿獲得了歐冠資格，但最終因電話門事件導致費倫天拿歐冠資格被剝奪。而在2007-08賽季，普蘭德利再次帶領費倫天拿獲得了意甲第四名，從而得以參加歐冠。
2010年7月1日普兰德利被意大利足协正式任命为意大利国家队主教练。
2012年6月，普蘭德利帶領意大利隊於在國內賭球風波未平的情況下出席2012年歐洲國家盃，意大利隊在柏蘭迪利的執教下發生了重大的改變，將傳統的防守反擊戰術加入許多其他球隊的先進打法並融合在一體，成為獨樹一幟的一種戰術體系——一種加強控制的攻勢足球。此後隨着巴洛特利，派路等球星的出色發揮，意大利隊接連以互射十二碼戰勝英格蘭隊，晉級四強，漂亮地以2-1擊倒當時被視為奪標最大熱門的德國隊殺進決賽。
意大利決賽的對手，是分組賽中未能分出勝負的西班牙，可惜因為傷病，速度以及戰術上的失誤等原因，意大利隊最終並未打出小組賽之水準，以0-4的比分慘敗。雖然如此，當屆意大利隊還是得到了來自同行內外的一直尊重，賽後冠軍隊西班牙隊亦有列隊向意大利隊致敬，賽前並不被人看好的意大利隊打出及其漂亮的足球，是該屆歐洲國家杯上其中一道最美麗的景觀之一。
2012年歐洲國家盃後，柏蘭迪利將繼續留任至2014年巴西世界盃。
2014年6月，意大利在2014年巴西世界盃分組賽被淘汰，普蘭德利宣佈辭任國家隊教練。